# Ahyeon-dong
Ahyeon-dong là một dong, phường của Mapo-gu ở Seoul, Hàn Quốc.